# Bornholte

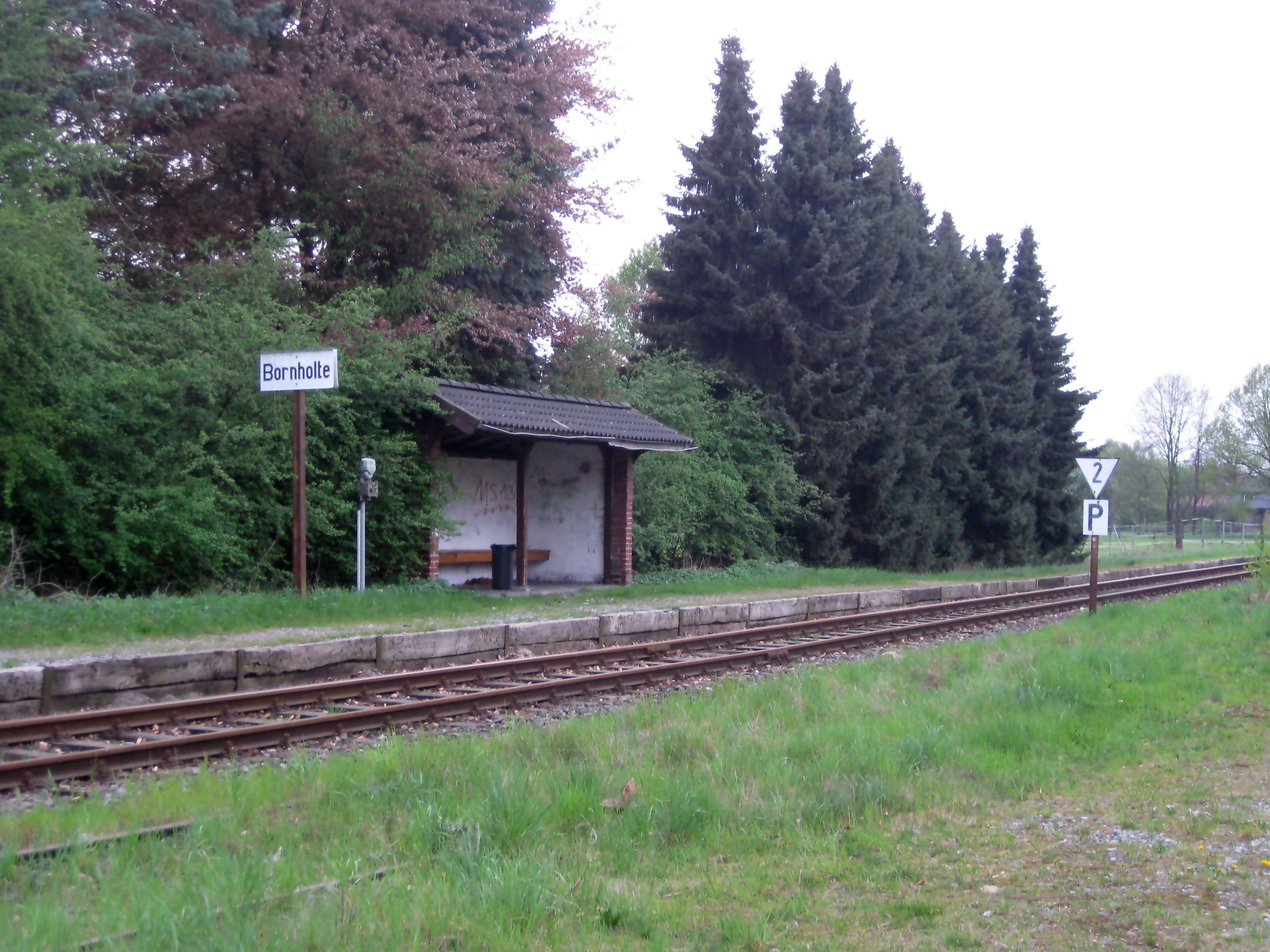
Nicht mehr genutzter Bahnhof in Bornholte

Bei der Ortschaft Bornholte mit dem Siedlungsschwerpunkt Bornholte-Bahnhof handelt es sich um einen 1468 Einwohner zählenden Ortsteil der ostwestfälischen Stadt Verl im Kreis Gütersloh im Nordosten Nordrhein-Westfalens.

## Geographie
Im Zentrum von Verl liegend, grenzt Bornholte im Südwesten an Rietberg. In dem Ortsteil entspringt der Große Bastergraben.

## Geschichte
Die Bauerschaft Bornholte gehörte bis zu den Napoleonischen Kriegen zur Grafschaft Rietberg. Von 1807 bis 1813 bildete Bornholte eine Gemeinde im Kanton Neuenkirchen des Departements der Fulda im Königreich Westphalen. Nach der Franzosenzeit wurde Bornholte preußisch und kam 1816 zum neuen Kreis Wiedenbrück in der preußischen Provinz Westfalen. Dort bildete Bornholte bis 1969 eine Gemeinde im Amt Verl. 
Durch das Gesetz zur Neugliederung des Kreises Wiedenbrück und von Teilen des Kreises Bielefeld wurde Bornholte am 1. Januar 1970 ein Ortsteil der neuen Gemeinde Verl. Das Amt Verl wurde aufgelöst.

## Bildung
In Bornholte-Bahnhof befindet sich einer der fünf Grundschulstandorte der Stadt Verl. Die seit 1892 bestehende Grundschule wird seit 2011 nur noch als Zweigstelle des Grundschulverbunds Kaunitz-Bornholte betrieben, da die Schülerzahlen in Bornholte nicht mehr ausreichten, um die Schule eigenständig betreiben zu können. Ende 2018 besuchten 83 Schüler und Schülerinnen den Standort in Bornholte.

## Verkehr
Durch den Siedlungsschwerpunkt Bornholte-Bahnhof verläuft die 1903 eröffnete Nebenbahnstrecke Gütersloh–Verl–Kaunitz–Hövelhof der Teutoburger Wald-Eisenbahn (TWE). Die Einstellung des Personenverkehrs im Jahr 1978 hatte die Stilllegung des Haltepunktes Bornholte zur Folge. Am ersten Sonntag im Dezember verkehrt jedoch jedes Jahr auf der TWE der historische Teuto-Express im Museumsbahnverkehr zum Hövelhofer Nikolausmarkt.

## Vereine
- Bürgerverein Bornholte Bahnhof e. V.
- Bürgerschützenverein Verl, Bornholte und Sende e. V.[5]
- Grün-Weiß 80 Bornholte Feld e. V.
- Hof Diekämper – natürlich leben und lernen e. V.[6]

## Persönlichkeiten
- Felicitas Hiltner (1876–1905), Missionsbenediktinerin und Märtyrin